# La Fageda (les Preses)
La Fageda és un edifici de les Preses (Garrotxa) inclòs a l'Inventari del Patrimoni Arquitectònic de Catalunya.

## Descripció
Es tracta d'un edifici civil, orientat a sud-oest i amb teulada a dues vessants.
A la paret lateral de la dreta hi ha una galeria i les parets són irregulars.
Tot i que està formada per diferents cossos, es conserva una gran harmonia. L'estrada es fa a través d'unes escales de pedra que formen una plataforma. A sota hi ha les quadres i davant hi ha una era i una cabana.

## Història
Sembla que el nom de la casa s'escau per la seva situació en un petit bosc de faigs.
El 30 de maig de 1329 Arnau Fageda fa de testimoni, junt amb d'altres a la parròquia de Les Preses, d'una concòrdia pactada entre el vescomte Pere de Sant Feliu i Fra Bernat e Sant Benet.